# 张衍畴
张衍畴，山东海丰（今山东无棣）人，是一名清朝政治人物。
张衍畴曾于1873年接替温粹之任金山县知县一职，1874年由王其淦接任。